# Parafia św. Michała Archanioła w Rosinach
Parafia pw. św. Michała Archanioła w Rosinach – parafia rzymskokatolicka, należąca do dekanatu Barlinek, archidiecezji szczecińsko-kamieńskiej, metropolii szczecińsko-kamieńskiej. W parafii posługują księża diecezjalni. Obecnie administratorem parafii jest ks. Przemysław Kryszczyński.

## Miejsca święte

### Kościół parafialny
Kościół św. Michała Archanioła w Rosinach

### Kościoły filialne i kaplice
- Kościół św. Antoniego z Padwy w Kłodzinie[1]
- Kościół Matki Bożej Różańcowej w Gardziecu[1]